# Верхня Гаронна
Ве́рхня Гаро́нна (фр. Haute-Garonne) — департамент на південному заході Франції, один із департаментів регіону Окситанія. Порядковий номер 31. Адміністративний центр — Тулуза.
Населення 1,046 млн чоловік (17-е місце серед департаментів, дані 1999 р.).

## Географія
Площа території 6309 км². Через департамент протікає річка Гаронна протягом 200 км. Південні області розташовані в гірській системі Піренеїв. Найвища точка — гора Пердігер (3222 м). Департамент має кордон з Іспанією.
Департамент включає 3 округи, 53 кантони і 588 комун.

## Історія
Верхня Гаронна — один із перших 83 департаментів, утворених під час Великої французької революції в березні 1790 р. Виник на території колишньої провінції Лангедок. Назву департаменту дала річка Гаронна.